# Lex Antonia de Termessibus
La Lex Antonia de Termessibus ("ley Antonia de Termeso") fue una ley romana aprobada en el 68 a. C. (o 71 a. C.) por iniciativa del tribuno de la plebe Cayo Antonio Híbrida.
El propósito de la ley era formar una alianza entre la ciudad de Termeso en Pisidia y Roma, mediante el otorgamiento de diversos privilegios y garantizándola el estatuto de ciudad libre. Es uno de los principales textos conservados, en una tablilla de que se encontró en Roma durante el siglo XVI.